# Verbascum qulebicum
Verbascum qulebicum är en flenörtsväxtart som beskrevs av George Edward Post. Verbascum qulebicum ingår i släktet kungsljus, och familjen flenörtsväxter. Inga underarter finns listade i Catalogue of Life.